# Công viên Âm Nhạc
Công viên Âm nhạc là một công viên nằm ở phía Nam khu đô thị Dương Nội (Hà Đông, Hà Nội).

## Xây dựng và bố trí
Công viên âm nhạc có tổng diện tích 12,1ha (trong đó diện tích mặt hồ hơn 5,5 ha và diện tích cảnh quan xung quanh hơn 6,5 ha); tổng mức đầu tư gần 200 tỷ đồng, được khởi công vào tháng 10/2016. Công viên nằm trong dự án cân bằng năng lượng đầu tiên ở Việt Nam, với mục đích phục vụ và phát triển con người cả về vật chất lẫn tinh thần.
Công viên được lấy cảm hứng từ âm nhạc, thiết kế theo hình dáng của một chiếc đàn guitar, tương tự như công viên Lưu Hữu Phước ở Cần Thơ, có những bậc thang hình nốt nhạc, không gian đóng mở linh hoạt. Bên trong Công viên Âm nhạc nhiều bức tượng thể hiện các môn nghệ thuật khác nhau được hoàn thiện. Biểu tượng cây đàn guitar với những nốt nhạc là biểu tượng được xây dựng, xung quanh hàng rào sắt là những nốt nhạc quen thuộc.
Công viên Âm nhạc sẽ được trang bị nhiều tiện ích hiện đại phù hợp với mọi hoạt động vui chơi, giải trí, thể thao trong nhà hay ngoài trời.